# Хоссейн Хайери Садр аль-Маали
Сейед Хоссейн Хайери бин Реза Хоссейни Ширази, известный как Садр аль-Маали перс. سید حسین حائری بن سید رضا حسینى شیرازى صدرالمعالی (ум. ок. 1914, Торбете-Хейдерие) — писатель

, переводчик, учёный, мыслитель конца XIX — нач. XX веков, борец против шахского режима.

## Биография
Родился в Хорасане в семье муджтахида. В детстве вместе с отцом переселяется в Кербелу, где получил начальное образование. Во взрослом возрасте путешествовал по миру, в частности, посетил Индию, где изучал английский, урду, а также современные науки, однако, затем вернулся в Кербелу и через некоторое время переехал в Иран.
Во время правления Мирзы Али Асгар Хана Атабака был представлен Насер ад-Дин Шаху вазиром Этемадом ас-Салтане. Шах был восхищён молодым человеком и через некоторое время дал ему почётное прозвище «Садр аль-Маали», что значит «Богатый душой».
Продвигаясь на государственной службе, Садр аль-Маали занял должность первого сартипа в министерстве иностранных дел. Шах, в 1889 отправляясь в Европу, приказал, чтобы каждый писатель и каждый переводчик, работавший в министерстве, перевёл по современной книге и преподнёс её шаху по его возвращении домой. Исполняя приказ шаха, Хайери выбрал сочинение английского писателя XIX века Джорджа В. М. Рейнолдса «Поцелуй Девы» (1850 г.), посвящённый антимонархическим восстаниям в Богемии и Австрии.
Садр аль-Маали не просто переводил текст, но дополнял его собственными революционными идеями, преображая тем самым смысл книги. Оконченную в 1894 году работу он назвал «Бусейе Узра» что значит «Поцелуй Девы». Кроме того, перевёл книги «Кафш аль-Асрор» («Открытые секреты») и «Мабда Тарки» («Источник развития»). Книга «Поцелуй Девы» была опубликована во время правления Мохаммад Али-шаха в 1908 году, но практически сразу была запрещена, а сам Хоссейн Хайери был в заключён в тюрьму. Семья писателя, боясь репрессий со стороны властей, уничтожала оставшиеся книги. Так, например, незаконченная «Тарихе Муфассале Афганистан» («Полная история Афганистана»), была выброшена в колодец. Во время Конституционной революции в 1909 году Хайери был освобождён из заключения. На свободе он занялся юридической деятельностью, его звали на службу на разные государственные посты, в том числе в министерства юстиции, науки, но Хейери отказывался. Его приглашали на службу в разные города, в том числе на должность представителя от шахрестана Торбете-Хейдерие. На этой должности он находился до самой смерти. Умер в городе Торбете Хейдерие, похоронен там же.
Книги Хайери, в том числе «Поцелуй Девы и Открытые секреты» до сих переиздаются в Иране большими тиражами.